# Tinagma anchusella
Tinagma anchusella är en fjärilsart som beskrevs av Per Benander 1936. Tinagma anchusella ingår i släktet Tinagma och familjen skäckmalar. Inga underarter finns listade i Catalogue of Life.